# Ламбтон (графство, Онтаріо)
Графство Ламбтон (англ. Lambton County) — графство у провінції Онтаріо, Канада. Графство є переписним районом та адміністративною одиницею провінції.
На півночі обмежене Озером Гурон, на заході річкою Сент-Клер і канадсько — американським кордоном, на півдні — озером Сент-Клер і округом Чатем-Кент, на сході — річкою Осібель.
Графство було назване на честь Джона Ламбтона, 1-го графа Дарема (англ. John Lambton, 1st Earl of Durham), генерал-губернатора Канади між р. 1838–1839

## Адміністративний поділ
- Місто Сарнія (англ. Sarnia)
- Муніципалітет Ламбтон-Шорс (англ. Lambton Shores)
- Містечко Петролія (англ. Petrolia)
- Містечко Плимптон-Вайомінг (англ. Plympton–Wyoming)
- Містечко Брук-Альвинстон (англ. Brooke-Alvinston)
- Містечко Дан-Юфемія (англ. Dawn-Euphemia)
- Містечко Енніскіллен (англ. Enniskillen)
- Містечко Сент-Клер (англ. St. Clair)
- Містечко Варвік (англ. Warwick)
- Село Ойл-Спрингс(англ. Oil Springs)
- Село Пойнт-Едвард(англ. Point Edward)

### Відокремлені індіанські резервації
Відокремлені від графства, але входять до складу переписного району, три індіанські резервації:
- Чіпевас-оф-Кетл-енд-Стоні-Пойнт (англ. Chippewas of Kettle and Stony Point First Nation), в регіоні Кетл-Пойнт.
- Аамжівнаанг Перша Нація (англ. Aamjiwnaang First Nation), розташовано поруч з хімічними заводами в долині Сарнії

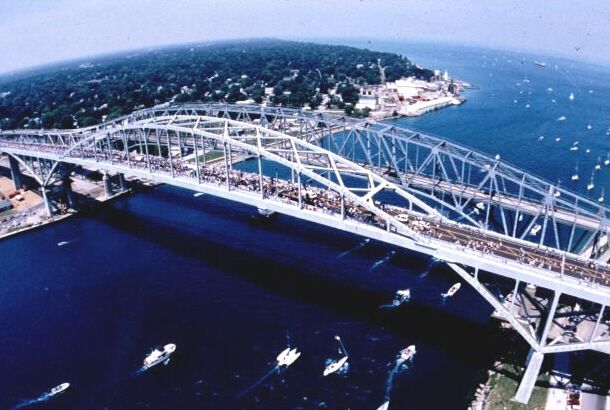
Міст Блю-Вотер, Сарнія, Онтаріо

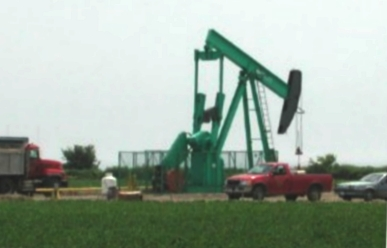
нафтова свердловина біля міста Сарнія

- Острів Валпол (англ. Walpole Island), біля Валасбурга

## Економіка
Нафтохімічна та нафтопереробна промисловість є найбільшим виробничим сектором в економіці графства Ламбтон. Промисловість Сарнії й регіону закладена під час Другої світової війни, наразі є головним центром переробки нафти після Альберти.
На початку 2011 року декілька компаній оголосили про плани розпочати видобуток етанолу з горючих сланців формації Marcellus Shale, США на підприємствах графства Ламбтон.
На терені графства Ламбтон була пробурована перша промислова нафтова свердловина в Північній Америці у Ойл-Спрінгс, у 1858.